# World Hockey Association 1978-1979
La stagione 1978-1979 è stata la 7ª e ultima edizione della World Hockey Association. La stagione regolare iniziò il 13 ottobre 1978 e si concluse il 18 aprile 1979, mentre i playoff dell'Avco World Trophy terminarono l'8 maggio 1979. Nel corso della stagione una selezione chiamata WHA All-Star sfidò in una serie di tre partite i sovietici della Dinamo Mosca a Edmonton. La squadra della WHA vinse tutte e tre le partite 4-2, 4-2 e 4-3. I Winnipeg Jets sconfissero gli Edmonton Oilers nella finale dell'Avco World Trophy per 4-2, conquistando il terzo titolo della loro storia, l'ultimo della WHA.
Presero il via solo sette formazioni, tuttavia già dall'inizio della stagione gli Indianapolis Racers si ritrovarono in difficoltà economiche, e furono costrette a cedere fra i vari giocatori anche il diciassettenne Wayne Gretzky agli Edmonton Oilers, giocatore a quell'età non eleggibile per la National Hockey League. Il 15 dicembre 1978 i Racers dopo 25 gare giocate abbandonarono la lega e fu cambiato il calendario per arrivare a 80 partite per squadra. Furono invitate anche alcune selezioni europee per giocare delle partite di stagione regolare.
Al termine dell'anno fu raggiunto un accordo per permettere a quattro squadre della WHA di approdare alla NHL a partire dalla stagione 1979-1980: Edmonton Oilers, Quebec Nordiques, Winnipeg Jets e New England Whalers. Le quattro formazioni entrarono ufficialmente a far parte della NHL nel giugno del 1979 partecipando all'NHL Expansion Draft. Le altre due formazioni rimaste furono invece pagate per sciogliersi.

## Squadre partecipanti
- Birmingham Bulls
- Cincinnati Stingers
- Edmonton Oilers
- Indianapolis Racers
- NE Whalers
- Quebec Nordiques
- Winnipeg Jets

## Stagione regolare

### Classifica
|  | Pos. | Squadra             | Pt | G  | V  | S  | N | GF  | GS  | DR  |
|  | ---- | ------------------- | -- | -- | -- | -- | - | --- | --- | --- |
|  | 1.   | Edmonton Oilers     | 98 | 80 | 48 | 30 | 2 | 340 | 266 | +74 |
|  | 2.   | Quebec Nordiques    | 87 | 80 | 41 | 34 | 5 | 288 | 271 | +17 |
|  | 3.   | Winnipeg Jets       | 84 | 80 | 39 | 35 | 6 | 307 | 306 | +1  |
|  | 4.   | NE Whalers          | 83 | 80 | 37 | 34 | 9 | 298 | 287 | +11 |
|  | 5.   | Cincinnati Stingers | 72 | 80 | 33 | 41 | 6 | 274 | 284 | -10 |
|  | 6.   | Birmingham Bulls    | 70 | 80 | 32 | 42 | 6 | 286 | 311 | -25 |
|  | 7.   | Indianapolis Racers | 12 | 25 | 5  | 18 | 2 | 78  | 130 | -52 |
|  |      | Unione Sovietica    |    | 6  | 4  | 1  | 1 | 27  | 20  | +7  |
|  |      | Cecoslovacchia      |    | 6  | 1  | 4  | 1 | 14  | 33  | -19 |
|  |      | Finlandia           |    | 1  | 0  | 1  | 0 | 4   | 8   | -4  |

Legenda:

      Ammesse ai Playoff
      Fallita a stagione in corso
      Squadre non classificate
Note:

Due punti a vittoria, un punto a pareggio, zero a sconfitta.

### Statistiche

#### Classifica marcatori
La seguente lista elenca i migliori marcatori al termine della stagione regolare.

| Giocatore       | Squadra             | PG | G  | A  | Pt  | +/- | MP  |
| --------------- | ------------------- | -- | -- | -- | --- | --- | --- |
| Réal Cloutier   | Quebec Nordiques    | 77 | 75 | 54 | 129 | +23 | 48  |
| Robbie Ftorek   | Cincinnati Stingers | 80 | 39 | 77 | 126 | +11 | 87  |
| Wayne Gretzky   | Edmonton Oilers     | 80 | 46 | 64 | 110 | +20 | 19  |
| Mark Howe       | NE Whalers          | 77 | 42 | 65 | 107 | +14 | 32  |
| Kent Nilsson    | Winnipeg Jets       | 78 | 39 | 68 | 107 | +1  | 8   |
| Morris Lukowich | Winnipeg Jets       | 80 | 65 | 34 | 99  | +26 | 119 |
| Marc Tardif     | Quebec Nordiques    | 74 | 41 | 55 | 96  | +25 | 98  |
| André Lacroix   | NE Whalers          | 78 | 32 | 56 | 88  | +1  | 34  |
| Terry Ruskowski | Winnipeg Jets       | 75 | 20 | 66 | 86  | +13 | 211 |
| Peter Sullivan  | Winnipeg Jets       | 80 | 46 | 40 | 86  | -6  | 24  |

#### Classifica portieri
La seguente lista elenca i migliori portieri al termine della stagione regolare.

| Giocatore       | Squadra             | PG | Min  | V  | S  | P | GS  | SO | Sv%  | MGS  |
| --------------- | ------------------- | -- | ---- | -- | -- | - | --- | -- | ---- | ---- |
| Dave Dryden     | Edmonton Oilers     | 63 | 3531 | 41 | 17 | 2 | 170 | 3  | .890 | 2.89 |
| Richard Brodeur | Quebec Nordiques    | 42 | 2433 | 25 | 13 | 3 | 126 | 3  | .901 | 3.11 |
| James Corsi     | Quebec Nordiques    | 40 | 2291 | 16 | 20 | 1 | 126 | 3  | .899 | 3.30 |
| Al Smith        | NE Whalers          | 40 | 2396 | 17 | 17 | 5 | 132 | 1  | .883 | 3.31 |
| Michel Dion     | Cincinnati Stingers | 30 | 1681 | 10 | 14 | 2 | 93  | 0  | .873 | 3.32 |

## Playoff
Per i playoff del 1979 si qualificarono le cinque migliori squadre della lega. La quarta e la quinta classificata disputarono una serie al meglio delle tre gare per poter accedere alle semifinali, mentre le prime tre classificate poterono saltare il primo turno. Sia per le semifinali che per le semifinali si giocò al meglio delle sette sfide con il formato 2-2-1-1-1: la squadra migliore in stagione regolare avrebbe disputato in casa Gara-1 e 2, (se necessario anche Gara-5 e 7), mentre quella posizionata peggio avrebbe giocato nel proprio palazzetto Gara-3 e 4 (se necessario anche Gara-6).
|  | Quarti di finale | Quarti di finale    | Quarti di finale |  |  | Semifinali | Semifinali          | Semifinali |  |  | Avco World Trophy | Avco World Trophy | Avco World Trophy |
|  |                  |                     |                  |  |  |            |                     |            |  |  |                   |                   |                   |
|  |                  |                     |                  |  |  | 1          | Edmonton Oilers     | 4          |  |  |                   |                   |                   |
|  | 4                | New England Whalers | 2                |  |  | 4          | New England Whalers | 3          |  |  |                   |                   |                   |
|  | 5                | Cincinnati Stingers | 1                |  |  |            |                     |            |  |  | 1                 | Edmonton Oilers   | 2                 |
|  |                  |                     |                  |  |  |            |                     |            |  |  | 3                 | Winnipeg Jets     | 4                 |
|  |                  |                     |                  |  |  | 2          | Quebec Nordiques    | 0          |  |  |                   |                   |                   |
|  |                  |                     |                  |  |  | 3          | Winnipeg Jets       | 4          |  |  |                   |                   |                   |

### Quarti di finale
| Squadra 1  | Totale | Squadra 2           | Gara 1 | Gara 2 | Gara 3 |
| ---------- | ------ | ------------------- | ------ | ------ | ------ |
| NE Whalers | 2 - 1  | Cincinnati Stingers | 5 - 3  | 3 - 6  | 2 - 1  |

### Semifinali
| Squadra 1        | Totale | Squadra 2     | Gara 1 | Gara 2 | Gara 3 | Gara 4 | Gara 5 | Gara 6 | Gara 7 |
| ---------------- | ------ | ------------- | ------ | ------ | ------ | ------ | ------ | ------ | ------ |
| Edmonton Oilers  | 4 - 3  | NE Whalers    | 6 - 2  | 9 - 5  | 1 - 4  | 4 - 5  | 5 - 2  | 4 - 8  | 6 - 3  |
| Quebec Nordiques | 0 - 4  | Winnipeg Jets | 3 - 6  | 2 - 9  | 5 - 9  | 2 - 6  |        |        |        |

### Avco World Trophy
La finale dell'Avco World Trophy 1979 è stata una serie al meglio delle sette gare che ha determinato il campione della World Hockey Association per la stagione 1978-79. I Winnipeg Jets hanno sconfitto gli Edmonton Oilers in sei partite e si sono aggiudicati il terzo Avco World Trophy della loro storia.
| Squadra 1       | Totale | Squadra 2     | Gara 1 | Gara 2 | Gara 3 | Gara 4 | Gara 5 | Gara 6 | Gara 7 |
| --------------- | ------ | ------------- | ------ | ------ | ------ | ------ | ------ | ------ | ------ |
| Edmonton Oilers | 2 - 4  | Winnipeg Jets | 1 - 3  | 2 - 3  | 8 - 3  | 2 - 3  | 10 - 2 | 3 - 7  |        |

| Vincitori della WHA 1978-79 Winnipeg Jets | Portieri: Joe Daley, Gary Smith Difensori: Scott Campbell, Kim Clackson, Barry Long (C), Paul MacKinnon, Lars-Erik Sjöberg, Paul Terbenche Attaccanti: Roland Eriksson, John Gray, Bobby Guindon, Glenn Hicks, Bill Lesuk, Willy Lindström, Morris Lukowich, Lyle Moffat, Kent Nilsson, Rich Preston, Terry Ruskowski, Peter Sullivan, Steve West Staff Tecnico: Tom McVie (Allenatore) |

## Premi WHA
- Avco World Trophy: Winnipeg Jets
- Ben Hatskin Trophy: Dave Dryden, (Edmonton Oilers)
- Bill Hunter Trophy: Réal Cloutier, (Quebec Nordiques)
- Dennis A. Murphy Trophy: Rick Ley, (New England Whalers)
- Gordie Howe Trophy: Dave Dryden, (Edmonton Oilers)
- Lou Kaplan Trophy: Wayne Gretzky, (Edmonton Oilers)
- Paul Deneau Trophy: Kent Nilsson, (Winnipeg Jets)
- Robert Schmertz Memorial Trophy: John Brophy, (Birmingham Bulls)
- WHA Playoff MVP: Rich Preston, (Winnipeg Jets)

### WHA All-Star Team
First All-Star Team
- Attaccanti: Mark Howe • Robbie Ftorek • Réal Cloutier
- Difensori: Rick Ley • Rob Ramage
- Portiere: Dave Dryden

Second All-Star Team
- Attaccanti: Morris Lukowich • Wayne Gretzky • Blair MacDonald
- Difensori: Dave Langevin • Paul Shmyr
- Portiere: Richard Brodeur